# Blake Jenner
Blake Alexander Jenner (ur. 27 sierpnia 1992 w Miami) – amerykański aktor i wokalista.

## Wczesne lata
Urodził się i wychował w Miami na Florydzie jako najmłodszy z czterech synów Mitzy i Richarda Vernona Jennera. Jego ojciec był pochodzenia angielskiego, niemieckiego i francusko-kanadyjskiego, a matka pochodzenia kubańskiego, z rodziny z Santiago de Cuba.
Już w dzieciństwie interesował się muzyką i kinem. Jako dziecko grał na perkusji, a także pisał nowele, które inscenizował na szkolnych zajęciach aktorskich. Brał udział w zajęciach przez Internet. W liceum Felix Varela High School wstąpił do drużyny futbolowej i zaangażował się w wrestling, nadal zajmując się aktorstwem. Pojawiał się też w reklamach telewizyjnych, z czasem związał się z lokalnym teatrem.

## Kariera
Po ukończeniu szkoły średniej Felix Varela High School przeprowadził się do Los Angeles i uczęszczał na zajęcia z improwizacji w The Groundlings. W 2010 zadebiutował w filmie główną rolą w krótkometrażowym horrorze Fresh 2 Death. Po występie u boku Lindy Blair i Toma Sizemore'a w filmie grozy Cousin Sarah (2011) dołączył do obsady serialu telewizji Fox Glee. Rolę Rydera Lynna, futbolisty z problemami w nauce, wygrał w ramach programu telewizyjnego The Glee Project. Występ w serialu przyniósł mu nagrodę Teen Choice Awards w 2013.
W 2014 otrzymał angaż do pierwszoplanowej roli w filmie Richarda Linklatera Każdy by chciał!! (Everybody Wants Some!!, tytuł oryg. That's What I'm Talking About), który wydano dwa lata później.

## Życie prywatne
Od 2012 był związany z aktorką Melissą Benoist, poznaną na planie Glee. W 2015 media podały, że wziął ślub z Benoist, jednak niektóre źródła podają, że pobrali się w 2013. Rozwiedli się w 2017.
27 listopada 2019 w swojej historii na Instagramie Melissa opowiedziała jak jeden z jej byłych partnerów  dopuścił się na niej przemocy domowej, m.in. bił, dusił, policzkował, rzucał w nią przedmiotami, rzucał o ścianę, wlókł po chodniku za włosy, podtapiał w wannie. Mimo że nie ujawniła nazwiska partnera wszystko wskazuje, że był nim właśnie Jenner. Dowodem jest część nagrania, w której Melissa opisuje uszkodzenie oka i złamanie nosa, których doznała w okresie gdy jej mężem był Jenner oraz fakt, że jako jedyny z partnerów był od niej młodszy.

## Filmografia

### Aktor
- 2010: Fresh 2 Death jako Connor
- 2011: Wurlitzer jako Alexander Moore
- 2011: Melissa i Joey (Melissa & Joey) jako Miller Collins
- 2011: Cousin Sarah jako Brett Marks
- 2012: The Truth In Being Right jako Jeffrey
- 2012: The Glee Project jako on sam
- 2012–2015: Glee jako Ryder Lynn
- 2014: Love at First Site jako Sydney Reynolds
- 2015: Crawlspace jako Tommy
- 2015: Billy Boy jako Billy
- 2016: Każdy by chciał!! (Everybody Wants Some!!) jako Jake Bradford
- 2016: Gorzka siedemnastka (The Edge of Seventeen) jako Darian Franklin
- 2016: Within jako Tommy
- 2016: Supergirl jako Adam Foster
- 2017: The Vanishing of Sidney Hall jako Brett Newport
- 2017: Billy Boy jako Billy Forsetti
- 2018: American Animals jako Chas Allen
- 2019: What/If jako Sean Donovan

### Scenarzysta
- 2015: Billy Boy

### Producent filmowy
- 2011: Wurlitzer (także producent wykonawczy)
- 2015: Billy Boy

## Dyskografia
- 2012: Glee: The Music Presents Glease
- 2012: Glee: The Music, Season 4, Volume 1
- 2013: Glee Sings the Beatles